# Nicolae Ursu
Nicolae Ursu (n. 4 iunie 1905, Șanovița, comuna Ghizela, județul Timiș – d. 10 februarie 1969, Timișoara) a fost un profesor, compozitor, folclorist și dirijor de coruri român din Banat.

## Biografie
Nicolae Ursu s-a născut la 4 iunie 1905 în satul Sziklas, azi Șanovița, comitatul Timiș în Austro-Ungaria, într-o familie de buni creștini. Atât bunicul, cât și tatăl, Nicolae, au fost cântăreți în strana bisericii din sat. Mama, Livia, provenea dintr-o familie care a dat vestitului cor Corul de la Chizătău pe toți descendenții săi. După primii ani de școală în localitatea natală, primește lecții de armoniu (orgă bisericească) de la preotul Gustav Dietel din Ghizela. La 13 ani este licean la Lugoj avându-l ca profesor pe marele compozitor și dirijor bănățean Ion Vidu. Dascălul Vidu îi va influnța puternic educația muzicală înrâurind asupra tânărului ucenic convingerile sale estetice și naționale în privința cântecului nostru popular, ca element definitoriu în fizionomia unei națiuni. Vidu îl va urmări și-l va stimula permanent promovându-l chiar ca locțiitor al său la diferite evenimente publice. Același dascăl îi va acorda în clasa a VI-a, un premiu în valoare de 600 lei, bani pe care Ursu îi va folosi pentru a-și împlini un vis din copilărie: achiziționarea unui flaut. La absolvirea liceului, Ion Vidu îi va atribui celui mai bun elev al său, suma de 1000 lei din propriul fond pentru continuarea studiilor muzicale. Urmează cursurile Facultații de Drept dar și ale Conservatorului - secția compoziție, ambele din Cluj. La 24 ani se întoarce acasă cu două diplome universitare. În paralel, Universitatea clujeană îi va elibera încă un certificat de absolvire: pedagogie, didactică și metodică, etnografie și folclor din cadrul Facultății de Litere.
În 1929 obține titlul de doctor în drept dar nu va pleda niciodată ca jurist.
În 1930 se căsătorește cu Magdalena Herțeg având doi fii.
În 1942 este premiat de Academia Română pentru rodnica activitate folclorică, didactică și corală.
Membru fondator al Institutului Social Banat-Crișana și al Astrei bănățene din Timișoara.
Inspector al Banatului pentru etnografie și folclor (1947).
Secretar general al Asociației Corurilor și Fanfarelor din Banat (1937-1948).
Membru al Uniunea Compozitorilor și Muzicologilor din România.
Se stinge din viață la 63 ani, la 10 februarie 1969, la Timișoara, fiind supus prea târziu unei intervenții chirurgicale.

### Activitatea didactică și dirijorală
Încă din perioada studenției, Nicolae Ursu purcede la culegerea de cântece, jocuri, hore, doine și colinde cu gândul de a le prelucra și transcrie pentru cor. Strădaniile sale se materializează într-un deosebit Caiet de Coruri pe melodii populare, caiet apreciat de maeștrii Sabin Drăgoi și Tiberiu Brediceanu.
Predă muzica la gimnazii și licee din Cluj și Timișoara iar în perioada 1946-1950, odată cu înființarea Conservatorului din capitala Banatului, devine profesor titular pe catedra de teorie și solfegii, armonie și conferențiar pe catedra de folclor. Din 1950 este profesor de teorie și armonie la proaspătul Liceu de Muzică din Timișoara pentru ca din 1962 să revină printre studenți, la Institutul de Muzică, creat în cadrul Universității timișorene.
Mare iubitor al muzicii bisericești, Nicolae Ursu a înființat și dirijat mai multe coruri de gen. Primul cor a fost cel din Șanovița natală. Apoi a condus cu succes remarcabil: Corul bărbătesc de pe lângă Protopopiatul Cluj (1933), Corul "Lyra" CFR din Timișoara (1937-1942), Corul PTTR, Corul "Doina Banatului" de la biserica din Iosefin (1943-1946) și Corul de la Catedrala Mitropolitană din Timișoara (1946-1960).

## Opera muzicală
Profesorul și etnomuzicologul Nicolae Ursu a fost poate cel mai prolific compozitor de coruri din Banatul secolului XX. A desfășurat și o bogată activitate publicistică și științifică. De-a lungul carierei sale a scris sute de articole, studii, recenzii, cronici muzicale. A compus muzică simfonică, pentru fanfară, muzică de cameră, corală și vocală.
Culegeri de folclor:
- Contribuțiuni muzicale la monografia comunei Sârbova - Timișoara, 1939;
- Contribuțiuni muzicale la monografia comunei Măguri - Timișoara, 1940;
- Contribuțiuni muzicale la monografia comunei Ohaba-Bistra, București, 1956;
- Cântece și jocuri populare din Valea Almăjului, București, 1958;
- Cântece și jocuri populare bănățene, 1969;
- Folclor muzical din Transilvania și Banat, 300 de colinde, cântece și jocuri, ediție îngrijită de prof. Rodica Giurgiu, 1983

Suite corale:
- Suita I ”Cărășana”
- Suita a II-a ”Pastorala”
- Suita a III-a ”Ceremoniala”
- Suita a IV-a ”Orăvițana”

Muzica bisericească:
- Piese din Liturghie și alte ceremonii pentru cor mixt;
- Zece colinde și cântece de stea pentru cor mixt și bărbătesc, Timișoara, 1938

Melodii populare armonizate și prelucrate pentru cor:
- ”Urâtu mă duce-n lume”;
- ”Toată lume-ar vrea să mor”;
- ”Eu cu dor, mândra-i cu jele”;
- ”Eu la joc, mama la joc”;
- ”La mândra cu casa-n colț”;
- ”Cucule, de unde vii?”.